# Алпака (животно)
 Тази статия е за животното Алпака.  За сплавта от мед, никел и цинк вижте Алпака.  
Алпа̀ката (Vicugna pacos) е домашно чифтокопитно животно, произлязло от викунята. Отглежда се във високите части на Андите на 3500 – 5000 m надморска височина, на териториите на Еквадор, Перу, Чили, Аржентина и Боливия.
Алпаката е с височина до 1 m, тежи около 70 kg и има меко и дълго руно (до 15 – 20 cm)
Алпаката е одомашнена преди около 6000 години от индианците в Перу.
Алпаката е погрешно отнасяна към род „Лами“, но през 2001 г. систематиката на вида е променена от Lama pacos на Vicugna pacos, след като в резултат на ДНК изследвания става ясно, че алпаката произлиза от викуня, а не от гуанако – прародителя на ламата.
Алпаката се цени и развъжда заради качествата на своята вълна, която е по-лека от овчата и съдържа 24 естествени оттенъка.